# ديف شميلزر
ديف شميلزر (بالإنجليزية: Dave Schmelzer)‏ هو كاتب أمريكي، ولد في 16 أغسطس 1962.